# 카홉스카야역
카홉스카야역(러시아어: Каховская)은 모스크바 지하철 카홉스카야 선의 역이다.

## 역사
본 역은 1969년 8월 11일 자모스코보레츠카-카홉스카야 노선으로 개통되었다. 1985년부터 이 노선은 VC모드로 작동되어 1995년에 분리되어 카홉스카야 선 상의 역이 되었다.

## 환승
세르푸홉스코 티미랴젭스카야 선 세바스토폴스카야 역으로 갈아탈 수 있다.